# Agfacolor

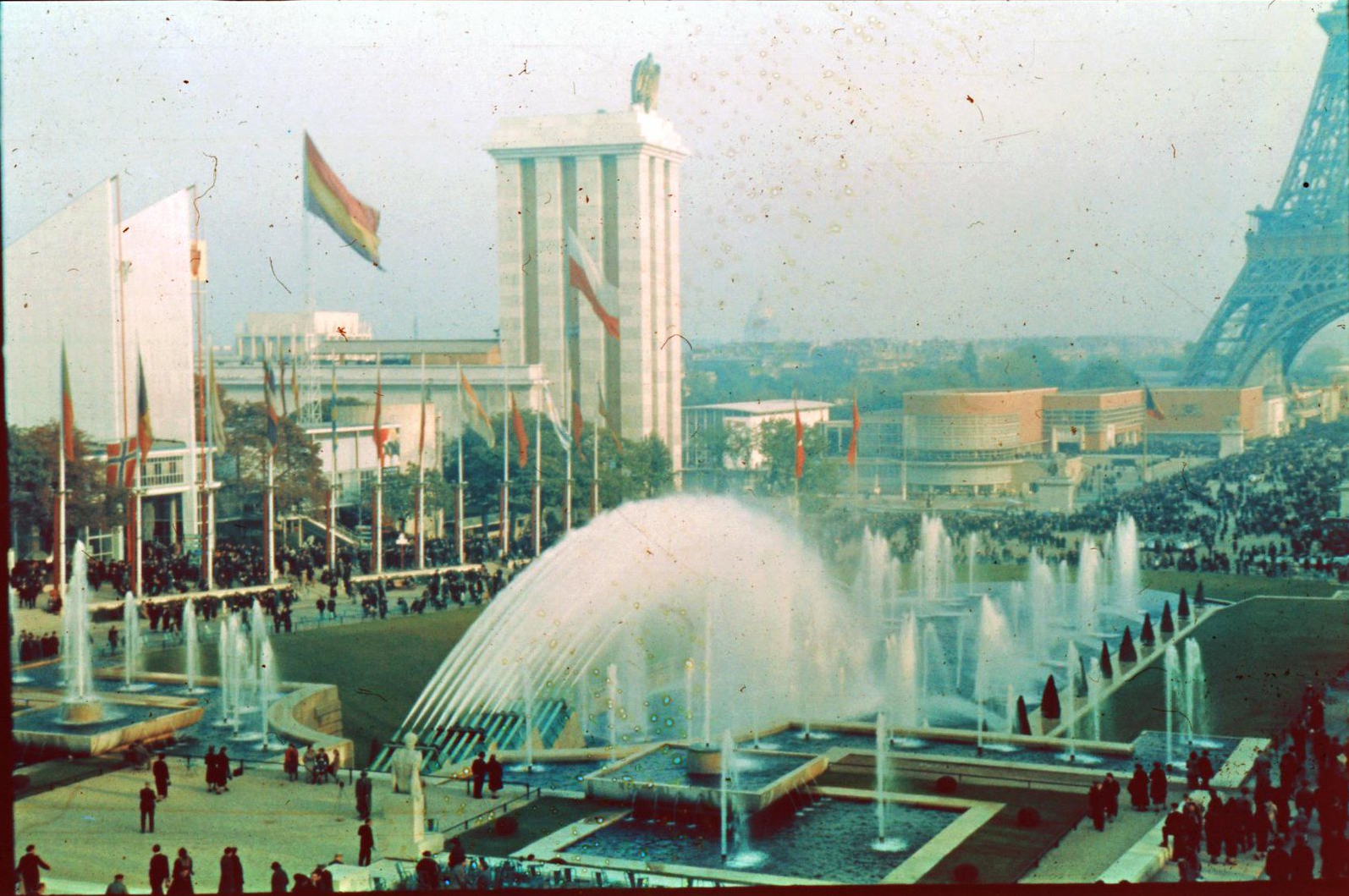
Exposição Universal de 1937 em Paris (Agfacolor)

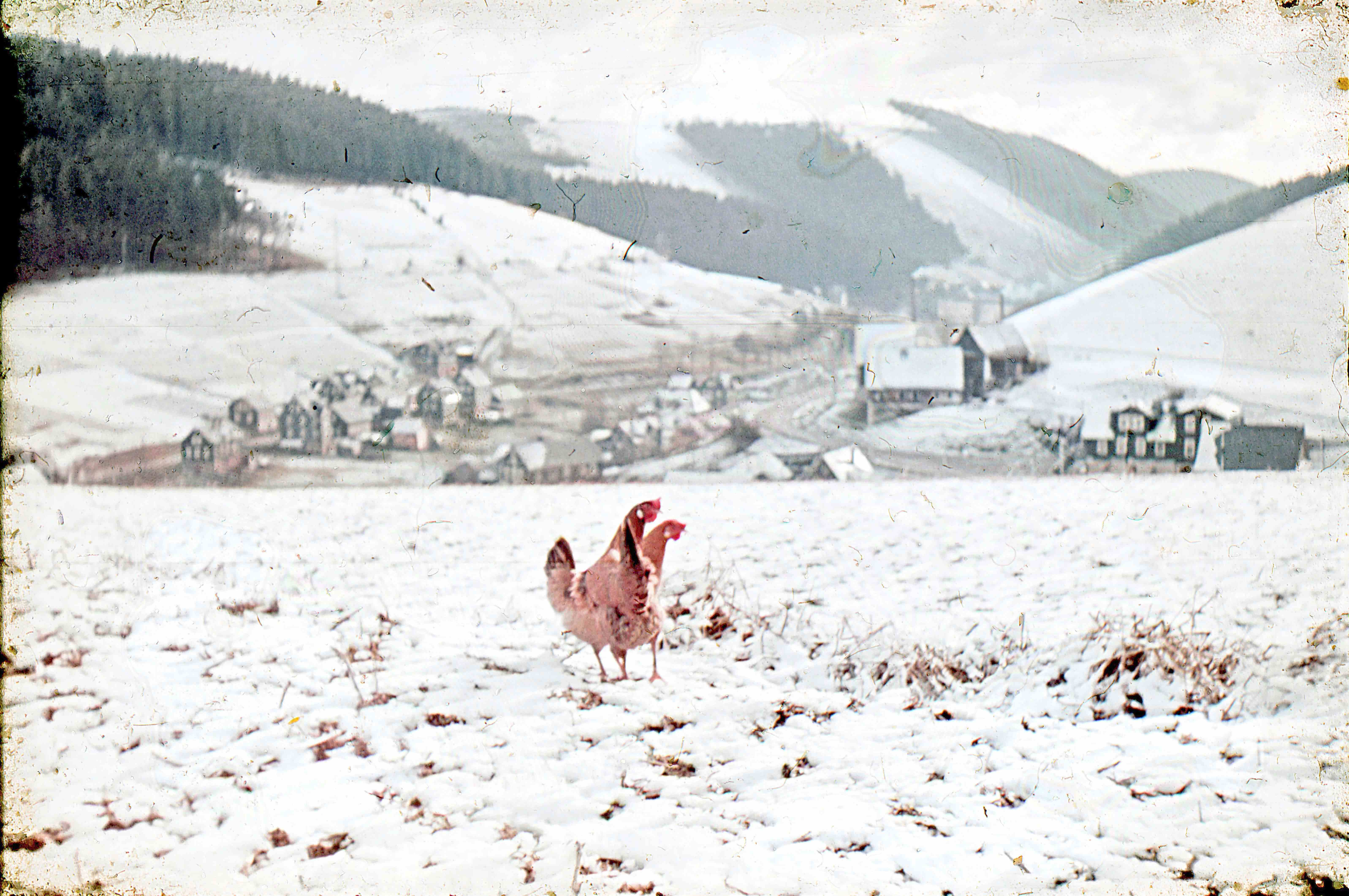
Um diapositivo da Agfacolor do início dos anos 1940. Enquanto as cores por si estão bem-preservadas, são visíveis os danos por poeira e anéis de Newton.

Agfacolor foi uma série de produtos em filme colorido produzida na Alemanha pela companhia Agfa. O primeiro Agfacolor, introduzido em 1932, era uma versão em filme da Agfa-farbenplatte (placa colorida da Agfa), um produto em placa fotográfica similar ao autocromo francês. No final de 1936, a Agfa introduziu o Agfacolor Neu (Novo Agfacolor), um filme colorido pioneiro de tipo geral ainda em uso atualmente.